# Anton Biermer
Michael Anton Biermer, né le 18 octobre 1827 à Bamberg et décédé le 15 octobre 1892 à Schöneberg, est un médecin interniste et professeur bavarois.

## Biographie
Michael Anton Biermer est né le 18 octobre 1827 à Bamberg en Bavière de Magnus Biermer et Caroline Dinkel. Il étudie la médecine à Munich, Berlin et Wurtzbourg. Il est l'élève de Rudolf Virchow et de Karl Friedriech von Marcus avant d'obtenir son doctorat à l'université de Wurtzbourg le 12 février 1851.
Il dévoua sa vie à la médecine interne et y fut très actif entre 1855 et 1861, en tant que Privatdozent à Wurtzbourg. Pendant cette période, il publie Theory and Anatomy of Bronchial Dilatation. Il épouse durant cette période Sophie Wahl avec qui il aura 4 enfants : Ernst Johann, Magnus Karl Otto, Rudi et Otto,
En 1861, il fut appelé à Berne pour un poste de professeur de pathologie spéciale et de thérapie, et directeur de la clinique médicale rattachée à l'université, puis à partir de 1865, il exerça en tant que professeur à Zurich jusqu'en 1874 avant d'aller à Breslau (aujourd'hui Wroklaw), en Pologne, jusqu'en 1891.
Parmi ses élèves, on retrouve le chirurgien Theodor Kocher (1841-1917), le dermatologue Albert Neisser (1855-1916), et le dramaturge Arnold Ott.
Biermer mourut le 24 juin 1892 à Berlin, dans la maison de santé de Schönberg près de Berlin.

## Maladie de Biermer
À Zurich, Biermer a décrit en 1872 une affection qu'il a appelé anémie pernicieuse progressive dans un article intitulé : « Über eine eigentümliche Form von progressiver, perniciöser Anaemie ». À l'époque cette anémie fut qualifiée de pernicieuse en raison de son caractère incurable. Cette maladie provoquée par une carence en vitamine B12 est appelée actuellement anémie de Biermer ou anémie pernicieuse.
En 1849, Thomas Addison avait décrit la même maladie, mais les descriptions de l'anémie pernicieuse par ces deux auteurs sont considérées aujourd'hui comme contestable.